# Liste der Berge in Paraguay
Dies ist eine Liste der höchsten Berge Paraguays.
| Name             | Höhe  | Gebirge                  | Departamento  | Anmerkungen                            |
| ---------------- | ----- | ------------------------ | ------------- | -------------------------------------- |
| Cerro Tres Kandú | 842 m | Cordillera del Ybytyruzú | Guairá        | Schartenhöhe 563 m                     |
| Capi´í           | 816 m | Cordillera del Ybytyruzú | Guairá        | Schartenhöhe: ca. 60 m (zu Tres Kandú) |
| Peró             | 815 m | Cordillera del Ybytyruzú | Guairá        | Schartenhöhe: ca. 70 m (zu Tres Kandú) |
| Amor             | 765 m | Cordillera del Ybytyruzú | Guairá        | Schartenhöhe: ca. 25 m (zu Capi´í)     |
| Sarambí          | 745 m |                          | Amambay       |                                        |
| Acatí            | 697 m |                          | Guairá        |                                        |
| Guazú            | 695 m |                          | Amambay       |                                        |
| Cerro León       | 604 m |                          | Alto Paraguay |                                        |
| Cuatía           | 570 m |                          | Amambay       |                                        |
| Pytá             | 568 m |                          | Amambay       |                                        |
| Tacurupyta       | 560 m |                          | Amambay       |                                        |
| San José         | 559 m |                          | Paraguarí     |                                        |
| Mellizos         | 527 m |                          | Amambay       |                                        |
| Tatuy            | 503 m |                          | Guairá        |                                        |
| Monte Rosario    | 500 m |                          | Guairá        |                                        |
| San Rafael       | 455 m | Cordillera de San Rafael | Itapúa        | nicht 850 m                            |
| Cerro Corá       | 318 m |                          | Amambay       |                                        |

Neuere Vermessungen des Instituto Geográfico Militar haben ergeben, dass der San Rafael nicht wie seit Jahrzehnten behauptet 850 m, sondern nur 455 m hoch ist.

## Nachweise
1. ↑  https://www.peakbagger.com/peak.aspx?pid=8789
2. 1 2 3  Selbständigkeit von Bergen erfordert in der Regel eine Schartenhöhe von min. 100 m